# ボーモント港

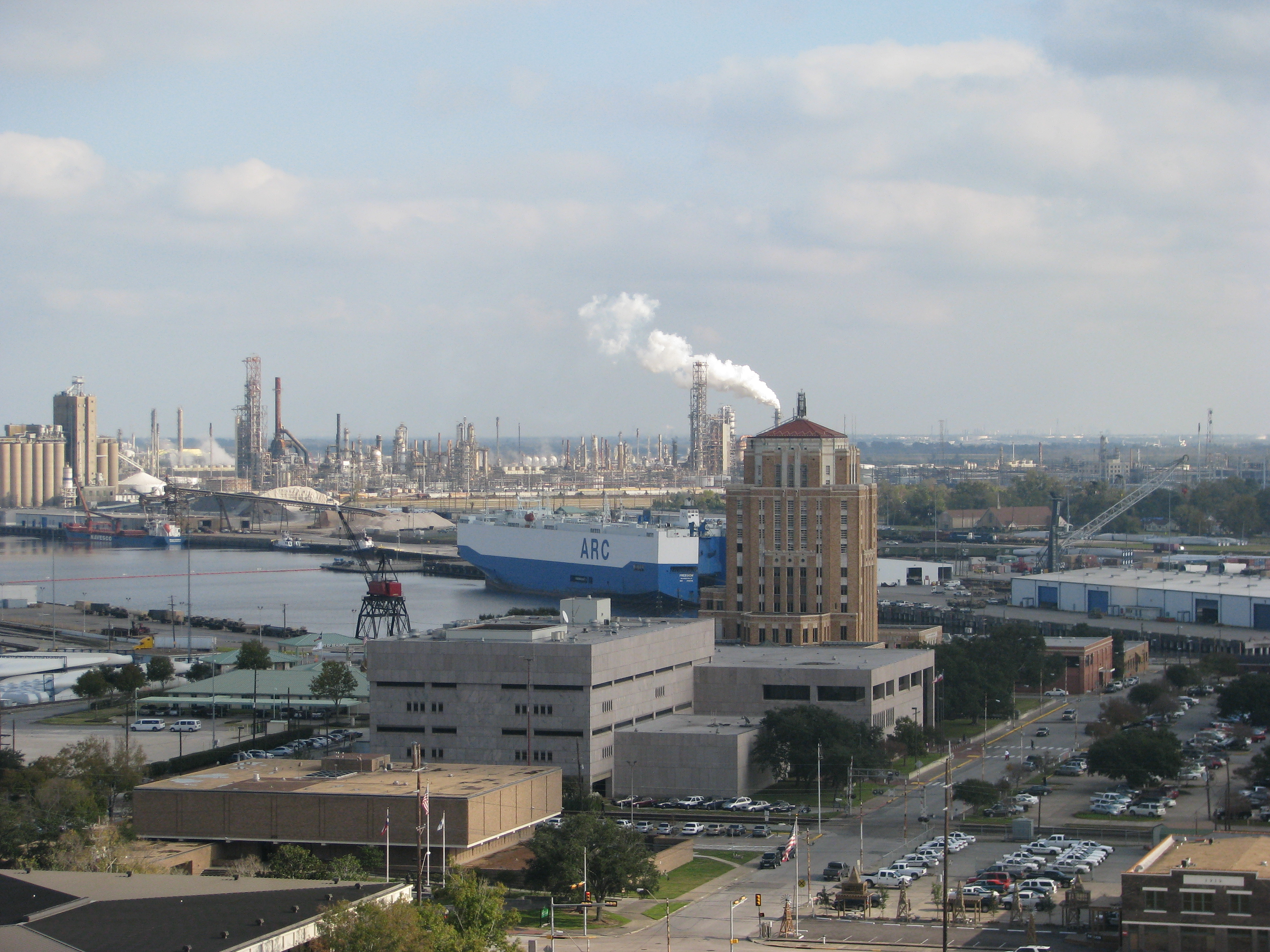
ボーモント港と石油精製施設

ボーモント港（ボーモントこう、Port of Beaumont）は、アメリカ合衆国テキサス州南東部、ボーモント市に位置する港湾。メキシコ湾のサビーン川河口から42マイル（約67km）上流、市中心部の東を流れ、サビーン・ネッチ運河として整備されているネッチ川の西岸に設けられている。ボーモント港の周辺には石油の精製施設が数多く建ち並んでいる。
ボーモント港は総貨物取扱量において全米上位10位以内に入る港湾である。ボーモント港で取り扱われる貨物の約7割は外国貨物で、外国貨物の約9割を輸入貨物が占めている。また、軍港としても全米第2である。港には港湾における兵站活動に特化したアメリカ合衆国陸軍の第842歩兵大隊が本拠を置いている。
この港はボーモントで石油産業が興った頃、1908年に設けられた。この頃、ネッチ川には深さ9フィート（約2.7m）の運河が掘られ、ボーモント港から既存のポートアーサー運河へとつながっていた。1916年にボーモント港への運河は25フィート（7.6m）に掘り込まれ、港には川の蛇行を利用した船溜まりが設けられた。運河はその後1922年に深さ30フィート（約9.1m）に、そして1940年代には現在の深さ40フィート（約12.2m）に掘り込まれた。